# Melanie Martinez
Melanie Adele Martinez (New York, 28 aprile 1995) è una cantautrice statunitense.

Firma di Melanie Martinez

È stata membro della squadra di Adam Levine nella terza stagione dell'edizione americana di The Voice. Poco più di un anno dall'eliminazione dal programma, avvenuta nel corso della quinta settimana dei live show, piazza sul mercato il singolo Dollhouse proveniente dall'omonimo EP. Il 14 agosto 2015 è stato pubblicato invece il suo album di debutto intitolato Cry Baby, contenente i singoli Pity Party, Soap e Sippy Cup. Al 2019 risale la pubblicazione del secondo album K-12 e dell'omonimo film di accompagnamento, mentre il terzo album Portals è datato 2023.

## Biografia

### Primi anni
Melanie Martinez è nata il 28 aprile 1995 ad Astoria, quartiere appartenente al borough newyorkese del Queens, da genitori di origine portoricana e dominicana. La sua famiglia si trasferì poi a Long Island, quando la cantante aveva solo 4 anni. Ebbe una serie di bambole di porcellana durante l'infanzia, che ha poi usato da adulta per creare delle collane. Profonda ammiratrice di cantanti come Britney Spears, Shakira, The Beatles, Tupac Shakur, Biggie Smalls e Christina Aguilera, sostiene di aver voluto essere una cantante fin dalla giovane età.
Melanie ha frequentato la Plaza Elementary School, accreditando anche il suo insegnante Mr. Nadien che le ha trasmesso l'amore per il canto. Durante la scuola media, Martinez ha iniziato a scrivere poesie, per poi affermare di non aver avuto molti amici durante l'adolescenza per via del suo carattere particolarmente fragile. Nel frattempo, ha usato la fotografia e la pittura come mezzo di auto-espressione. La sua emotività da bambina, che hanno portato gli altri a definirla spesso come una "frignona", è stata la principale fonte d'ispirazione per creare l'alter-ego protagonista del suo album di debutto Cry Baby.
In seguito ha frequentato la Baldwin High School. All'età di 14 anni, ha imparato a suonare la chitarra studiando il diagramma degli accordi delle canzoni che le piacevano maggiormente e al contempo ha anche scritto la sua prima canzone. Durante il suo secondo anno, ha vinto il talent show organizzato dalla sua scuola.

### 2012:The Voice
Un paio di anni dopo aver aperto un canale YouTube in cui pubblicava cover, Melanie Martinez decide di fare un provino per la stagione tre di The Voice, in cui cantò una cover di Toxic di Britney Spears. Tre dei quattro giudici (Adam Levine, Cee Lo Green e Blake Shelton) si girano per lei; Martinez scelse però il team Adam. Nella Battle, Melanie compete contro Caitlin Michele, in un duetto della canzone di Ellie Goulding Lights. Dopo aver vinto la Battle, Melanie passa alla fase del Knockout, contro Sam James, in cui canta Bulletproof. Data l'eliminazione di James, Melanie giunge ai Live insieme agli altri quattro membri appartenenti al team di Adam. Nella prima settimana dei Live, la cantante esegue una cover del brano Hit the Road Jack riuscendo a mantenersi in gara per merito del giudizio del coach Adam, che la favorisce rispetto a Loren Allred e Joselyn Rivera.
La sua performance di Seven Nation Army dei White Stripes, trasmessa negli Stati Uniti con la puntata del 19 novembre 2012, ha suscitato un forte impatto, tanto da ritrovarsi nella classifica dei venti migliori brani su iTunes il giorno successivo; un'analoga situazione si verificó con la cover di Too Close eseguita la settimana successiva.
Nella quinta settimana, viene eliminata assieme ad Amanda Brown, anch'essa facente parte del team Adam. Riguardo alla questione, Melanie dichiarò: 

### 2013–2016:Dollhouse EPeCry Baby

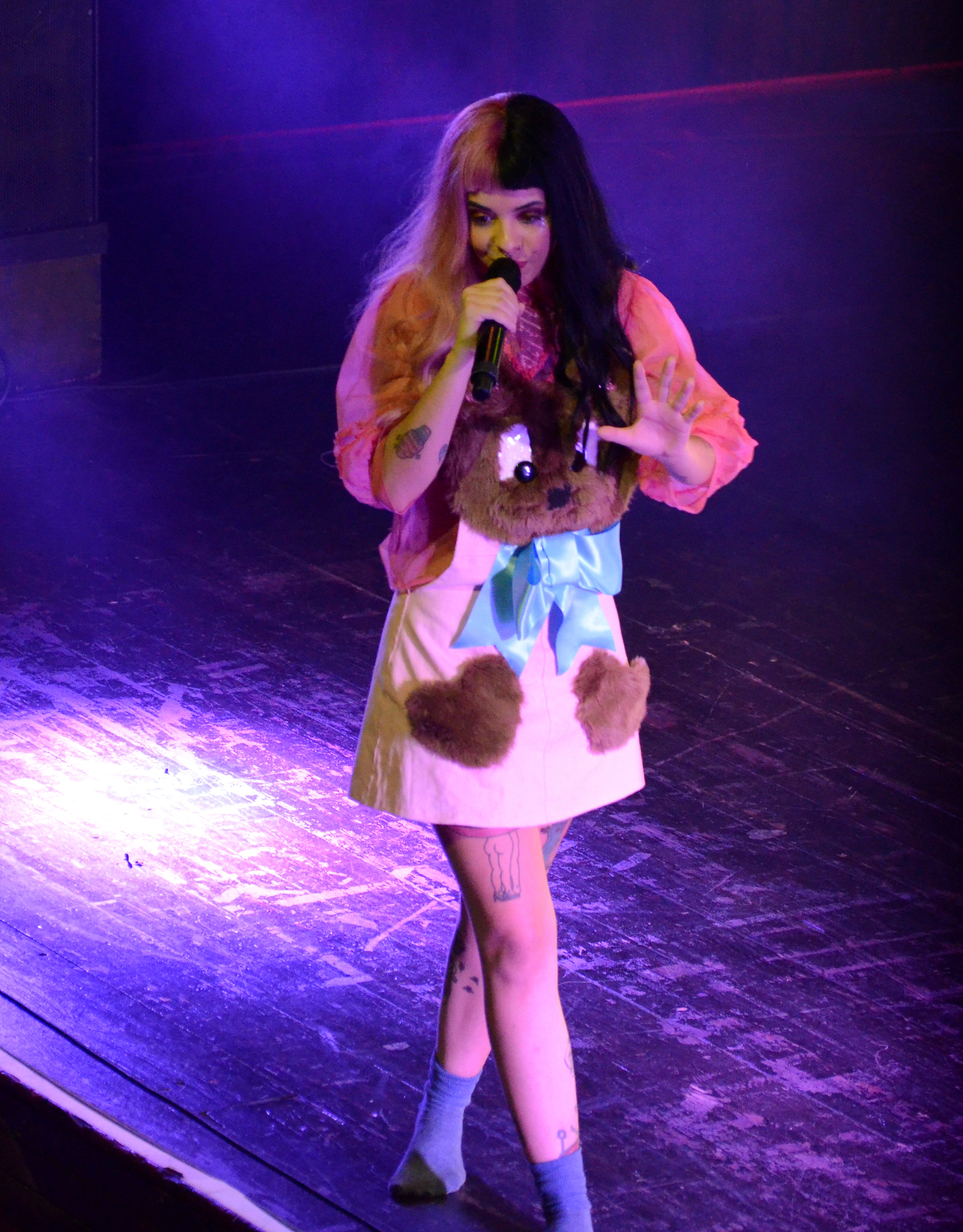
Melanie Martinez in concerto ad Orlando nel 2016

Dopo The Voice, Melanie Martinez ha cominciato a lavorare in modo indipendente sulla propria musica, scrivendo per tutto il corso del 2013 testi per delle nuove canzoni. Ha pubblicato il suo singolo di debutto intitolato Dollhouse il 9 febbraio 2014. Il brano parla di una famiglia che sembra perfetta all'apparenza, ma ha molti problemi all'interno; successivamente, a proposito del tema della canzone, dichiara che esso è molto simile a quello che coinvolge la vita familiare di Edward mani di forbice. Il video musicale per Dollhouse è stato finanziato in parte dai suoi fan tramite una pagina Indiegogo creata dalla stessa Melanie, mentre i capelli, il trucco e le riprese sono state tutte fatte da amici di lei; infine, il set del video è ispirato ad una casa delle bambole che la cantante ha progettato e arredato. Dopo aver firmato un contratto con l'Atlantic Records, Melanie ha pubblicato l'omonimo EP Dollhouse il 19 maggio 2014, che comprende le tracce inedite Dollhouse, Carousel, Dead to Me e Bittersweet Tragedy. La sopracitata Carousel, pubblicata anch'essa come singolo, ha riscosso un maggiore successo, essendo stata utilizzata come base musicale nel trailer della serie televisiva American Horror Story: Freak Show.
È stato reso disponibile il pre-ordine a partire dal 24 luglio. Il 1º giugno 2015 viene pubblicato il primo singolo estratto dall'album in studio debutto Pity Party, il cui coro è un campionamento di quello utilizzato da Lesley Gore nella sua celebre hit It's My Party. Poi, il 10 luglio, è il turno del secondo singolo Soap mentre il terzo singolo è stato pubblicato il 31 luglio, ed è Sippy Cup.  Cry Baby, titolo scelto per il progetto discografico della ragazza, è stato reso per il pre-ordine a partire dal 24 luglio dello stesso anno, mentre è stato pubblicato il 14 agosto. Debuttante al sesto posto della Billboard 200 statunitense, ha ricevuto il plauso da parte della critica che ha soprattutto esaltato la produzione e i temi trattati.
Dopo aver annunciato un tour mondiale al fine di promuovere il disco, il Cry Baby Tour, il 23 dicembre 2015 ha pubblicato, come regalo di Natale per i fan, sul suo canale YouTube una canzone dal titolo Gingerbread Man. Melanie ha realizzato video musicali per ogni traccia appartenente all'edizione standard dell'album.

### 2016-2020:K-12
Nel 2016 rende noto di voler pubblicare il secondo album di inediti entro l'autunno dell'anno successivo. Il 22 dicembre 2017 pubblica su SoundCloud il singolo Piggyback, una risposta alle accuse di stupro mosse contro di lei dalla sua ex-amica Timothy Heller.
A inizio 2019 annuncia l’uscita dell’album e del film annesso per la fine dell’estate dello stesso anno, pubblicando degli spezzoni dei testi del nuovo progetto, come didascalie delle foto, il film e l'album usciranno il 6 settembre. Il 15 maggio annuncia il titolo del nuovo album K-12. Il giorno successivo pubblica sui suoi profili social la copertina dell’album. Descrive in alcune interviste, il progetto come più oscuro del precedente e musicalmente più Hip-Hop. Sempre sui suoi profili pubblica dei piccoli trailer, con sottofondi musicali inediti, del film, facendo intuire che la trama e lo scenario del progetto saranno in una scuola. Il 6 settembre viene pubblicato il suo secondo album K-12.
Nel 2020 il suo brano Play Date, contenuto nel suo album di debutto, diventa una sleeper hit grazie ad un forte successo ottenuto sulla piattaforma TikTok. In seguito a questo inaspettato successo, Martinez pubblica il singolo inedito Fire Drill.
Il 25 settembre 2020, viene pubblicato il terzo EP della cantautrice, After School, contenente sette nuove tracce incluse nella versione deluxe di K-12. Il 17 dicembre seguente, Martinez ha tenuto un concerto virtuale in conclusione dell'era K-12, Can't Wait till I'm Out of K-12.

### 2023-2024:Portals
A febbraio 2023, dopo quasi 3 anni di assenza dalla scena musicale, annuncia l'uscita di un nuovo album denominato Portals pubblicando dei trailer attraverso i suoi canali social e mostrando un nuovo concept inedito dall'artista e lontano da quello dei due album precedenti, dalle atmosfere oniriche e nei quali la cantante assume le sembianze di una sorta di alieno rosa a quattro occhi appena schiuso da un uovo. Il disco, pubblicato il 31  marzo, è stato anticipato dal singolo Death.

## Immagine pubblica
Dichiaratamente bisessuale, Melanie all'età di 16 anni, dopo aver visto La carica dei cento e uno, tinge metà dei capelli di biondo, in modo da assomigliare alla antagonista del film Crudelia De Mon. Divenne famosa per il look e per il suo stile da baby doll, impiegato sia nei videoclip dei suoi brani che nelle esibizioni dal vivo.
Il 4 dicembre 2017 Timothy Heller, una cantante ed ex amica di Melanie, la ha accusata su Twitter di averla violentata sessualmente. . Il giorno seguente la Martinez ha risposto che quelle accuse la rendevano triste e le facevano orrore allo stesso tempo e che Heller non aveva mai detto di no a quello che avevano scelto di fare insieme. . 
Il 9 dicembre 2017 Melanie ha rilasciato un'altra dichiarazione ringraziando i suoi fan per aver respinto le accuse avendole considerate false, sostenendo che non avrebbe mai intrattenuto alcun tipo di rapporto senza averne consenso. Melanie ha in seguito rilasciato "Piggyback" su SoundCloud, considerata una risposta alle accuse di Heller .

## Discografia
- 2015 – Cry Baby
- 2019 – K-12
- 2023 – Portals

## Filmografia

### Cinema
- K-12, regia di Melanie Martinez (2019)

## Tournée
- 2014 – Dollhouse Tour
- 2015 – Cry Baby Tour
- 2019/20 – K-12 Tour
- 2023/24 – Portals Tour
- 2024 – The Trilogy Tour

## Profumi
- 2016 – Cry Baby Perfume Milk
- 2023 – Portals Parfums